# Landulf I de Capua
Landulf I (n. cca. 795 – d. 843), supranumit cel Bătrân, a fost primul gastald longobard de Capua din ilustra sa familie, care va guverna Capua până la anul 1058. Potrivit Cronaca della dinastia di Capua, el a guvernat Capua Veche vreme de 25 de ani și 4 luni, iar Capua Nouă pentru încă un an și 8 luni. Conform cronicarului Erchempert, Landulf a fost un vir bellicosissimus ("bărbat foarte belicos").
În 839, în conformitate cu Chronica S. Benedicti Casinensis, Landulf a luat inițiativa eliberării lui Siconulf, fratele principelui Sicard de Benevento care fusese asasinat. Astfel, Landulf l-a sprijinit pe Siconulf în războiul acestuia cu uzurpatorul Radelchis I. Siconulf a fost proclamat principe în Salerno, iar Landulf i-a garantat acel oraș. Anterior, Landulf luptase pentru Sicard împotriva Neapolelui, însă încheiase un tratat de pace cu napolitanii tocmai pentru a se dedica integral luptei împotriva lui Radelchis. Radelchis, la rândul său, a făcut apel la mercenarii sarazini, care au jefuit Capua în 841. Ruinele cetății sunt ceea ce a mai rămas din "Capua Veche" (vezi Santa Maria Capua Vetere). Landulf a întemeiat atunci actualul oraș, "Capua Nouă", pe colina din apropiere de Triflisco, pe care a fortificat-o sub numele de "Rebelopolis", potrivit Chronicon Salernitanum.
El a lăsat patru fii care s-au remarcat în deceniile următoare în cadrul luptelor din sudul Italiei: Lando, care i-a succedat; Pando, care a devenit marepaphias la Salerno iar mai târziu conte de Capua; Landenulf, primul conte de Teano; și Landulf, care va deveni atât episcop cât și conte de Capua mai târziu.